# Neliopisthus piceae
Neliopisthus piceae är en stekelart som beskrevs av Joseph Augustine Cushman 1935. Neliopisthus piceae ingår i släktet Neliopisthus och familjen brokparasitsteklar. Inga underarter finns listade i Catalogue of Life.